# Jetlag

A napok szubjektív hosszának változását kelet-nyugati irányú utazáskor végső soron a Föld forgása okozza

A jetlag (kiejtése: dzsetleg; nincs elfogadott magyar neve, „gyors időzóna-átlépés”-nek lehet nevezni), időzónaváltás-szindróma vagy orvosi nevén „deszinkronózis” (desynchronosis), olyan fiziológiai tünetegyüttes, amit a cirkadián ritmus megváltozása vált ki. Az alvászavarokon belül a cirkadián ritmus zavarai közé sorolják. Tipikusan hosszú, inkább nyugat-keleti irányú repülőutak során lép föl, innen kapta nevét is.
Keleti irányba történő repüléskor a ciklus fázisának rövidülnie kell, tehát a ciklusnak fel kell gyorsulnia – ez korai lefekvést vagy korai kelést jelent, nyugati irányba történő repüléskor pedig a ciklus fázisa hosszabbodik, tehát a ciklusnak lassulnia kell – tehát tovább kell fennmaradni, illetve később kelni.
A jetlag több napig is fennállhat, hatása általában kelet felé haladva nagyobb. Ökölszabály szerint a jetlag elmúlásának ideje keleti irányba átlépett időzónánként kb. 1 nap, illetve nyugati irányba átlépett 1,5 időzónánként 1 nap.

## Okai
Az emberi szervezet belső órája főként az éjszaka és a nappal váltakozásának ritmusát követi. Az ezek alapjául szolgáló mechanizmusok az evolúció során különösen stabillá váltak, és tipikusan önszabályozó ciklusokat tartalmaznak, amiket speciális fehérjék szabályoznak. Nincs még tisztázva, hogy hogyan hatnak egymásra ezek a ciklusok, mivel fontos óragének elvesztésének hatására még nem vész el a belső óra.
Az emlősök, így az ember belső órája a hipotalamuszban ketyeg. A cirkadián ritmus a szervezet több működését is érinti, mint a testhőmérsékletet, a vérnyomást, a vizeletkiválasztást, és a hormontermelést. A belső óra 24 óránál hosszabb napokat mér ki, de a külső körülmények (étkezési idők, nappal és éjszaka) 24 órás ritmusra állítják be. A melatonin a fontos szabályozó hormonok egyike; éjjel, sötétben több, nappal, világosban kevesebb termelődik. A cirkadián ritmus nehezen változik, így egy éjszakai alvás kimaradása nem érinti.
Az időzónák közötti utazás során a test biológiai órája nem lesz szinkronban a célállomás helyi idejével, mivel a nappali világosság és az éjszakai sötétség váltakozása eltér attól, amihez hozzászokott: a test természetes ciklusa felborul, hiszen azok a ritmusok, amik az étkezés, alvás idejét, a hormonális szabályozást, a testhőmérséklet változását kontrollálják, többé nem felelnek meg a külső környezet stimulációjának, néha még egymásnak sem. Amennyiben az utazó személy szervezete nem tudja azonnal újraszabályozni ezeket a ritmusokat, jetlaget tapasztal meg.
A szervezet alkalmazkodásának sebessége személyfüggő; egyeseknek több nap kell az átálláshoz, mások szinte meg sem érzik a tüneteket. Egy vagy két időzóna átlépése általában nem szokott jetlaget okozni.
Mivel a belső óra 24 órásnál hosszabb ritmusú, és kelet felé repülve lerövidülnek a napok, ezért
a jetlag nem a repülőút hosszától, hanem kizárólag a kelet-nyugati irányban megtett távolságtól függ. Így például egy tízórás repülőút Európából Dél-Afrikába nem okoz jetlaget, hiszen az utazás elsődlegesen észak-déli irányú. Az USA keleti partjától a nyugati partig megtett ötórás út azonban könnyen jetlaget okozhat.
A nemzetközi dátumválasztó vonalon való áthaladás sem okoz jetlaget, mivel csak az átlépett időzónák számát kell figyelembe venni – így a maximális lehetséges eltérés ±12 óra lehet.

## Tünetei
A jetlag tünetei egyénileg eléggé különbözőek lehetnek, de általában a következők közül egy vagy több tünet lép fel:
- étvágytalanság, hányinger, emésztési zavarok
- fejfájás, az orrmelléküregek irritációja
- kimerültség, a szokásostól eltérő, felületes alvás, álmatlanság
- zavartság, ingerlékenység
- enyhe depresszió

A gyakori jetlag és a több műszakos munka rontja a szellemi teljesítőképességet, és megnövelik a különféle egészségi problémák kockázatát. A szakirodalom alvászavarokat, gyomorpanaszokat, emésztési zavart, rákot említ lehetséges problémaként. Ezek a problémák idővel felhalmozódnak, és egyre súlyosabbá válnak. Természetből adódóan a morbiditás is nő; ebben a belső óra szerepe azonban vitatott.

## Gyógymódja
A jetlag átmeneti állapot, a szervezet magától is alkalmazkodik az új időzónához. Mivel a jetlag egyénileg nagyon különböző módon jelentkezhet, nehéz olyan megoldást találni, ami mindenki számára egyformán segítene az átállás nehézségeinek csökkentésében. Érdemes lehet több nap alatt, fokozatosan átállni az új lefekvési-ébredési időpontokra, eközben az alvás hosszúságát a megszokott 7-8 órán tartani; ez segíthet a kimerültség csökkentésében és a depresszió megelőzésében. Ha az a cél, hogy utolérjük a helyi időt (és nem az, hogy hozzálassuljunk), a délutáni szunyókálás elkerülése és korai, szénhidrátban gazdag, fehérjében szegény vacsora fogyasztása is ajánlott. A mielőbbi alkalmazkodás érdekében ajánlják, hogy az utazó az étkezésekkel és a gyógyszerek bevételével is a cél helyi idejéhez alkalmazkodjon, amit már a repülőn megkezdhet. Szükség esetén tanácsot kell kérni a hosszú távú utazások hatásait ismerő orvostól, vagy gyógyszerésztől. A kiszáradás megelőzésére sokat kell inni. A speciális diéta hatásosságáról még kevés az adat, és további tanulmányok kellenek ennek alátámasztására.
Orvosi rendelvényre melatonin bevétele eredményes lehet a keleti irányba történő repülés esetén. A gyógyszert a régi időzóna szerinti lefekvés időpontja előtt 5-7 órával kell bevenni. Terheseknek vagy szoptatós anyáknak nem ajánlott.
A melatonin hatása vitatott.  Habár több klinikai tanulmány metaanalízise arra utal, hogy  0,5–5 mg melatonin hatásos,  egy másik metaanalízis kétségbe vonja ezt, és rávilágít a lehetséges gyógyszerkölcsönhatásokra is.
A következő javaslatok nem tudományos kutatások, csak tapasztalatok eredményei:
- Próbáljuk úgy foglalni a repülőjegyet, hogy éjszaka érkezzünk meg a célállomásra. Ezt követően le tudunk pihenni.[14]
- Már a repülőn állítsuk át az óránkat a célállomás idejének megfelelően, hogy mentálisan felkészüljünk az eltérő helyi időre, és igyekezzünk a célállomás ideje szerinti időben étkezni a repülőn
- Repülés közben a lehetőségekhez képest próbáljunk sokat mozogni
- A repülőgépen és a célállomásra való megérkezéskor ne fogyasszunk alkoholt, ellenben minél több vizet vegyünk magunkhoz
- A célállomáson a megérkezés után (ha nappal van) töltsünk minél több időt a szabadban
- Az utazás utáni éjszakán igyekezzünk eleget aludni
- A megérkezés utáni 2 napon tartózkodjunk a kimerítő tevékenységektől
- Ne szedjünk gyógyszereket a jetlag tünetei ellen
- Megérkezés után ne aludjunk el, ha ott még nappal van, várjuk meg az ottani szokásos lefekvés idejét

Az állat- és a laborkísérletek eredményei szerint a belső óra az érzett idő szerinti 3 és 5 óra közötti időszak a legérzékenyebb a fényre. Ekkor a legalacsonyabb a testhőmérséklet. Két-kilenc időzónát keletre utazva a belső órát a legalacsonyabb testhőmérséklet utáni hat órában célszerű átállítani, és előtte a fényt, különösen a napfényt kerülni, mert az lassítaná az átállást. Órákra átszámolva ez azt jelenti, hogy az érzett idő szerinti 3 óra előtt legyen sötét, és 5 óra után világos. Kilenc óránál többet keletre és nyugat felé utazva minden esetben fordítva legyen: az érzett idő szerinti 3 óra előtt kell világosban és 5 óra után sötétben lenni. Ez többnyire teljesül nyugat felé utazva és az ottani idő szerint élve, de keletre utazva már nem. Ez egy másik okot ad arra, hogy miért jobb elviselni a nyugatra való repülést. Ennek segítésére táblázatok és elemmel üzemelő fényszemüvegek készülnek a utazók számára. Mindezek az intézkedések megelőzésre is alkalmasak.

## Az átállás belső mechanizmusa
Habár a jetlag gyakori jelenség, eddig kevés a kutatási eredmény.
Amikor a világosságról szóló jel a belső órához érkezik, akkor ott glutamát és PACAP (pituitary adenylate cyclase activating polypeptide) szabadul fel, ami az idegsejtekhez érve beállítja a belső órát. A fény a kora esti órákban késlelteti, a késő esti órákban sietteti ezt az átállást. Mindkét esetben megnő a sejtek közötti kalciumszint, és egyes enzimek is aktívabbá válnak, így a foszfatázok és a kinázok is. Ezt a folyamatot a CREB (cAMP response element-binding protein), az ELK-1 (member of ETS oncogene family) és az „óragének” (angol: CLOCK Circadian Locomotor Output Cycles Kaput). Az állatok napközben külső ingerekre is reagálnak, mint a konyhasó-injekcióra, az új környezetre, és a sötétségre. Ekkor a cAMP/PKA anyagcsereút az érintett, és a cAMP-analógok felgyorsítják a fázisokat. A jelek arra is utalnak, hogy  a  cAMP/PKA anyagcsereút az éjszakai fázisban is érintett. Úgy látszik, hogy kora este erősíti a glutamát és a PACAP hatását, és késő este gyengíti.
A szürkületkor és éjjel aktív hörcsögökben szintén glutamáton, Ca2+/calmodulin-függő proteinkinázon és NO-szintázon alapszik a fény által indukált fázisátmenet. Ezek is az óragéneket befolyásolják, de hatásuk eltérő a kora és a késő esti órákban. Késő este aktiválják a guanililcikláz-cGMP-cGMP-függő proteinkinázt (PKG-cGMP-dependent protein kinase), ezzel gyorsítva a fázisátmenetet. A hörcsögökben a cGMP-szint napközben a legmagasabb a belső órában.
Ennek a megváltozásnak inkább a cGMP-foszfodieszteráz aktivitásához, mintsem a guanililciklázhoz van köze. Késő este fény hatására szignifikánsan megemelkedik a cGMP szintje, de kora este nem, amiből arra következtethetünk, hogy inkább gyorsítja a fázisváltást. A cGMP hidrolízisét gátló cGMP-specifikus foszfodieszteráz-gátlók hatására a cGMP felszaporodik a sejtekben. A szildenafil gátolja a foszfodieszteráz-5 hatását erre az anyagra, és megnöveli a fenti NO-szintáz/cGMP-anyagcsereút hatását. A cGMP-szint különösen fontos a belső óra fázisváltásainak felgyorsításában.

## Fordítás
- Ez a szócikk részben vagy egészben a Jet lag című angol Wikipédia-szócikk ezen változatának fordításán alapul.  Az eredeti cikk szerkesztőit annak laptörténete sorolja fel. Ez a jelzés csupán a megfogalmazás eredetét és a szerzői jogokat jelzi, nem szolgál a cikkben szereplő információk forrásmegjelöléseként.
- Ez a szócikk részben vagy egészben  a   Jetlag című német Wikipédia-szócikk fordításán alapul.  Az eredeti cikk szerkesztőit annak laptörténete sorolja fel. Ez a jelzés csupán a megfogalmazás eredetét és a szerzői jogokat jelzi, nem szolgál a cikkben szereplő információk forrásmegjelöléseként.

## További információforrások
- Időzóna-átlépés (jet lag). Egészségkalauz.hu, 2009. szeptember 8. [2012. május 6-i dátummal az eredetiből archiválva]. (Hozzáférés: 2010. március 3.)
- https://hu.wikibooks.org/wiki/%C3%9Atipatika/%C3%96ngy%C3%B3gy%C3%ADt%C3%A1s/Utaz%C3%A1si_betegs%C3%A9gek/Jet_lag
- University Health Services (UHS): Travel Tips ::  To Reduce Jet Lag When Traveling West/East. Princeton.edu Princeton University Health Services. Accredited by the Accreditation Association for Ambulatory Health Care, 2009. április 14. (Hozzáférés: 2010. április 5.)
- Paulson: Travel statement on jet lag. CMAJ, 1996, 155(1), S. 61–66. teljes szöveg Archiválva 2013. augusztus 1-ji dátummal az Archive.is-en
- J. Waterhouse: Jet-lag and shift work: (1). Circadian rhythms. In: J R Soc Med. August 1999, 92(8), S. 398–401. online[halott link]
- Waterhouse et al.: Identifying some determinants of "jet lag" and its symptoms: a study of athletes and other travelers. Br J Sports Med. 2002, 36(1), S. 54–60. PMID 11867494 teljes szöveg[halott link]
- Ariznavarreta et al.: Circadian rhythms in airline pilots submitted to long-haul transmeridian flights. Aviat. Space Environ. Med. 2002, 73(5), S. 445–455. PMID 12014603
- W. Engelmann: Unsere inneren Uhren. Uni Tübingen, 2003, S. 13–28 pdf
- Xiangzhong Zheng, Amita Sehgal: Probing the Relative Importance of Molecular Oscillations in the Circadian Clock. In: Genetics. März 2008, 178(3), S. 1147–1155. doi: 10.1534/genetics.107.088658. online[halott link]
- Russell, Van Gelder: Timeless genes and jetlag. In: Proc Natl Acad Sci USA. 2006, 103(47), S. 17583–17584. doi: 10.1073/pnas.0608751103. teljes szöveg Archiválva 2013. augusztus 1-ji dátummal az Archive.is-en
- A. J. Davidson, M. T. Sellix, J. Daniel, S. Yamazaki, M. Menaker, G. D. Block: Chronic Jet-lag Increases Mortality in Aged Mice. In: Curr Biol. 7. November 2006, 16(21), R914–R916. doi: 10.1016/j.cub.2006.09.058. online[halott link]
- L. J. Ptácek: Novel insights from genetic and molecular characterization of the human clock. In: Cold Spring Harb Symp Quant Biol. 2007, S. 273–277. PMID 18419283
- Patricia V. Agostino, Santiago A. Plano, Diego A. Golombek: Sildenafil accelerates re-entrainment of circadian rhythms after advancing light schedules. In: PNAS. 5. Juni 2007, Band 104, Nr. 23, S. 9834–9839. online
- Colwell c. S.: NMDA-evoked calcium transients and currents in the suprachiasmatic nucleus: gating by the circadian system. In: European Journal of Neuroscience. Band 13, Heft 7, S. 1420–1428 online[halott link]
- N. Mrosovsky: Locomotor activity and non-photic influences on circadian clocks. In: Biol Rev Camb Philos Soc. Band 71. August 1996, S. 343–372. online
- Committee to Advise on Tropical Medicine and Travel (CATMAT): Travel Statement on Jet Lag. In: Canada Communicable Disease Report. Band 29. ACS-3, 1. April 2003. pdf Archiválva 2010. március 6-i dátummal a Wayback Machine-ben
- I. Charmane: Advancing Circadian Rhythms Before Eastward Flight: A Strategy to Prevent or Reduce Jetlag In: Sleep. 1. Januar 2005, 28(1), S. 33–44. online[halott link]
- J. Arendt: Does melatonin improve sleep? In: BMJ 2006, 332:550 (4. März), doi:10.1136/bmj.332.7540.550 online
- A. Herxheimer, K. J. Petrie KJ: Melatonin for the prevention and treatment of jet lag. In: Cochrane Database Syst. Rev. 1: CD001520, 2001
- Buscemi et al.: Efficacy and safety of exogenous melatonin for secondary sleep disorders and sleep disorders accompanying sleep restriction: meta-analysis. In: British Medical Journal Bd. 332, 2006, S. 385–393. PMID 16473858
- Reynolds, Montgo: Using the Argonne diet in jet lag prevention: deployment of troops across nine time zones. Mil Med. 2002, 167(6), S. 451–453. PMID 12099077
- Science 23 May 2008: Vol. 320. no. 5879, S. 1074–1077. DOI: 10.1126/science.1153277; vgl. 1
- Patricia Sullivan: Charles F. Ehret; Devised Method to Fight Jet Lag. In: Washington Post, 4. März 2007, Seite C07. online[halott link]
- E. Sheppard (Women's Feature Editor): A Case of Jet Lag. In:  New York Herald Tribune, Rubrik Inside Fashion, 23. February 1965, S. 21, Spalte 3 online[halott link]
- Los Angeles Times, Artikel von H. Sutton vom 13. Februar 1966. In: R. Maksel: When did the term “jet lag” come into use? Air & Space/Smithsonian Magazine, 18. June 2008 online
- D. A. Rockwell: The "Jet Lag" syndrome. In: West J Med 122(5). Mai 1975, S.419 pdf[halott link]
- otvenentul.hu: Készül a gyógyszer az időeltolódás kezelésére (2010-07-06)